# Canzone d'amore/È finita una stagione
Canzone d'amore/È finita una stagione è il primo singolo pubblicato da Le Orme con Germano Serafin.
Si tratta indubbiamente di uno dei cavalli di battaglia del gruppo: venne tra l'altro presentato al Festivalbar 1976 ed arrivò ai vertici delle classifiche di vendita. Non venne incluso nell'album di quell'anno, Verità nascoste, ma solo in raccolte come la Studio collection del gruppo.
- Lato A: Canzone d'amore - 3.45 (T. Pagliuca - A. Tagliapietra - G. P. Reverberi). In via eccezionale, il gruppo propose un brano d'amore, accompagnato da un ritornello strumentale assai orecchiabile e intervallato da una sezione strumentale ripetitiva, ma assai accurata.
- Lato B: È finita una stagione - 3.05 (T. Pagliuca - A. Tagliapietra - G. P. Reverberi). Il testo lamenta il fenomeno in seguito chiamato riflusso, che nella seconda metà degli anni settanta portava molti giovani a lasciare la vita alternativa e il movimento di protesta per accasarsi e condurre una vita borghese. In quel periodo, ad esempio, era in regresso il fenomeno degli hippy.

Canzone d'amore fu anche una cover di discreto successo proposta dagli Aeroplanitaliani nel 2005.

## Formazione
- Tony Pagliuca – tastiere
- Aldo Tagliapietra – voce, basso
- Michi Dei Rossi – batteria
- Germano Serafin - chitarra